# İlhan Erdost
İlhan Erdost (* 17. Dezember 1944 in Tokat; † 7. November 1980 in Ankara) war ein türkischer Publizist und Verleger.
Erdost nahm nach der Grundschule eine Arbeit auf. Nachdem er mit seinem Bruder Muzaffer Erdost nach Ankara gezogen war, fand er die Möglichkeit, weiter eine Schule zu besuchen. Nach dem Militärputsch im Jahre 1960 lernte er den Marxismus kennen. Er begann ein Jurastudium an der Universität Ankara. Er brach aber sein Studium ab, um beim Verlag Sol Yayınları zu arbeiten, der von seinem Bruder gegründet wurde. Als sein Bruder infolge des Militärputsches im Jahre 1971 verhaftet wurde, übernahm Erdost die Redaktion des Verlags. Nach dem Militärputsch 1980 wurde er am 7. November 1980 zusammen mit seinem Bruder verhaftet. Die beiden Brüder wurden dabei schwer misshandelt, so dass İlhan Erdost 20 Minuten, nachdem er in seiner Zelle angekommen war, erstickte. Nach seinem Tod änderte sein Bruder seinen Namen in Muzaffer İlhan Erdost. Die Soldaten, die İlhan getötet hatten, wurden zu Haftstrafen von acht bis zehn Jahren verurteilt. Der befehlshabende Unteroffizier Şükrü Bağ, der seinen Männern befohlen hatte, İlhans "Mutter weinen zu lassen", wurde 1984 zunächst ebenfalls zu einer langjährigen Haftstrafe verurteilt. Nach mehreren Urteilsbestätigungen, -aufhebungen und Neuverhandlungen wurde er 1987 wegen „Fahrlässigkeit im Amt“ schließlich zu sechs Monaten Haft verurteilt.